# یواس‌اس ریوالن (اس‌پی-۶۳)
یواس‌اس ریوالن (اس‌پی-۶۳) (به انگلیسی: USS Rivalen (SP-63)) یک کشتی بود که طول آن ۴۳ فوت (۱۳ متر) بود. این کشتی در سال ۱۹۱۷ ساخته شد.